# مجموعة الخمسة
تضم مجموعة الخمسة(G5)، خمس دول، انضمت إلى بعضها البعض، للقيام بدور نشط في النظام الدولي سريع التطور. منفردة أو مجتمعة. تعمل دول مجموعة الخمسة لتعزيز الحوار، والتفاهم بين البلدان النامية، والبلدان المتقدمة. وتسعى مجموعة الخمس إلى إيجاد حلول مشتركة للتحديات العالمية.
في القرن الحادي والعشرين، كان من المفهوم أن مجموعة الخمس هي أكبر خمسة الاقتصادات الناشئة، وهذه هي:
- البرازيل
- الصين
- الهند
- المكسيك
- جنوب أفريقيا

أصبحت G8، بالإضافة إلى أكبر خمسة الاقتصادات الناشئة، معروفة باسم G8 + 5.